# Тан (титул)
Тан (англ. thane) — Історичний дворянський титул в Середньовічній Шотландії: лицар, феодал, глава клану, шотландський лорд. Також тен (англ. thegn) в Скандинавії і англо-саксонської Англії.
Словом «тан» користувалися в Шотландії аж до XV століття для позначення феодала, спадкоємця корони. У Шекспіра, наприклад, Макбет говорить про себе: «Гламіський і ковдорський тан! А далі вінець!» (Макбет, I. iii).
Також слово «тан» часто використовується в фентезі як титул глави клану, князя чи короля гномів. У легендаріумі Дж. Р. Р. Толкіна тан — почесне спадкове звання у гобітів Ширу.